# Измеров, Николай Федотович
Никола́й Федо́тович Изме́ров (19 декабря 1927, Фрунзе, Киргизская АССР, РСФСР. — 23 декабря 2016, Москва, Российская Федерация) — советский и российский гигиенист, доктор медицинских наук (1973), профессор (1977), академик РАМН (1986) и РАН (2013), заместитель министра здравоохранения, главный санитарный врач РСФСР (1962—1964), помощник Генерального директора Всемирной организации здравоохранения (1964—1971), директор (1971—2012) и научный руководитель (2012—2016) ФГБНУ «НИИ медицины труда», заведующий кафедрой медицины труда Первого Московского государственного медицинского университета имени И. М. Сеченова. Заслуженный деятель науки Российской Федерации (1994).

## Биография
Окончив 10 классов джамбульской средней школы экстерном, в 1944 г. поступил в ТашИИТ, на эксплуатационный факультет. Но, проучившись 2 года, в 1946 г. поступил в Ташкентский медицинский институт на санитарно-гигиенический факультет, окончил его в 1952 году. Измеров считал, что его выбор определили религиозное воспитание, полученное от родителей; и сострадание к людям, лечившимся в больницах.
В марте 1953 года окончил курсы организаторов здравоохранения в Центральном институте усовершенствования врачей, затем был направлен на работу в Министерство здравоохранения СССР на должность старшего инспектора планово-финансового управления.
В 1954 году поступил в ординатуру Центрального института усовершенствования врачей, а в следующем году — в аспирантуру на кафедру коммунальной гигиены этого института. Тогда же защитил кандидатскую диссертацию на тему «Загрязнение атмосферного воздуха парами бензина и его предельно допустимая концентрация».
В 1955 году женился на Татьяне Николаевне Наумовой (1924 г.р.). Они прожили вместе 20 лет; в 1961 году родилась дочь Екатерина.
В 1960 году занял должность заместителя начальника отдела внешних сношений Министерства здравоохранения СССР, а в 1962 году стал заместителем министра здравоохранения РСФСР — главным санитарным врачом РСФСР.
В 1964 году был рекомендован Министерством здравоохранения СССР для работы во Всемирную организацию здравоохранения (ВОЗ) в должности помощника генерального директора. Данную должность он занимал в течение 7 лет.
В сентябре 1971 года вернулся в СССР, был утвержден директором НИИ гигиены труда и профессиональных заболеваний АМН СССР (с марта 2017 года — ФГБНУ «НИИ медицины труда имени академика Н. Ф. Измерова»). Н. Ф. Измеровым была проведена большая работа по совершенствованию структуры института, союзной проблемной комиссии «Научные основы гигиены труда и профпатологии», председателем которой стал он сам.
В 1973 году защитил диссертацию на соискание ученой степени доктора медицинских наук. В 1977 году ему было присвоено звание профессора. Член-корреспондент АМН СССР (1980).
В 1973 году опубликовал монографию «Борьба с загрязнением атмосферного воздуха в СССР», которая была переведена на английский, французский, испанский языки. Всего опубликовано 325 работ Измерова, изданных как в СССР, так и за рубежом, в том числе 20 монографий, учебники, руководства, справочники.
После развода в 1976 году, в 1985 году женился на Наталье Ивановне Демичевой (1947 г.р.), специалисту по профессиональным заболеваниям (дерматолог). У Николая Федотовича двое дочерей, четверо внучек и один внук.
В 1990 году стал заместителем председателя специальной комиссии ВОЗ по здоровью и окружающей среде, он активно участвовал в подготовке доклада «Наша планета — наше здоровье», который был представлен на конференции ООН по окружающей среде и развитию в Рио-де-Жанейро в 1992 году.
Создал школу гигиенистов. Под его руководством и при его консультациях было подготовлено 27 кандидатов и 32 доктора наук.
В 1990 году был избран, а в 1995 и 2001 годах переизбран академиком-секретарем Отделения профилактической медицины РАМН.
Являлся членом Президиума РАМН, академиком Международной академии наук высшей школы, Российской экологической академии, Российской академии медико-технических наук. Вошёл в Высший экологический совет, являлся председателем секции «Экология человека» Государственной думы Российской Федерации, председателем Научного совета «Медико-экологические проблемы здоровья работающих» при Президиуме РАМН.
Являлся главным редактором журнала «Медицина труда и промышленная экология», ответственным редактором раздела «Гигиена труда», членом редакционного совета журнала «Медицинский курьер».
С 1999 по 2000 года — президент Российского медицинского общества.
С 2002 по 2015 года — организатор и бессменный Президент Российского Национального Конгресса с международным участием «ПРОФЕССИЯ и ЗДОРОВЬЕ».
Похоронен на Троекуровском кладбище (участок 25).

## Семья
Жена: Наталья Ивановна Измерова — врач-дерматолог, доктор медицинских наук, профессор. Воспитал двух дочерей, одного внука и четырёх внучек.

## Память
Приказом директора ФАНО России от 30.3.2017 № 142 НИИ медицины труда было присвоено имя академика Измерова.

## Награды
- Орден «За заслуги перед Отечеством» II степени (3 июля 2008 года) — за выдающиеся достижения в развитии здравоохранения, медицинской науки и многолетнюю плодотворную работу[7]
- Орден «За заслуги перед Отечеством» III степени (25 апреля 2003 года) — за большой вклад в развитие здравоохранения, медицинской науки и многолетнюю добросовестную работу[8]
- Орден «За заслуги перед Отечеством» IV степени (16 декабря 1997 года) — за заслуги перед государством, многолетний добросовестный труд и большой вклад в укрепление дружбы и сотрудничества между народами[9]
- Орден Октябрьской Революции (17.02.1988)[10]
- Два ордена Трудового Красного Знамени (1969, 1977)[1]
- Заслуженный деятель науки Российской Федерации (26 июля 1994 года) — за заслуги в научной деятельности[11]
- Премия Правительства Российской Федерации в области науки и техники (19 марта 2001 года; в составе коллектива авторов) — за разработку спецодежды нового поколения для защиты работающих от пониженных температур с учётом физиолого-гигиенических требований, современных методов оценки и новых материалов[12]
- медали

## Книги, цитаты
| Книги (частично) |
| --- |
| ред. Измеров Николай Федотович. Химические вещества. Окружающая среда. Здоровье (справочное пособие). — Москва: Издательство технической литературы, 2016. — 382 с. — 5000 экз. — ISBN 978-5-9909205-0-7. |
| ред. Измеров Н. Ф., Кириллов В. Ф. Гигиена труда. — 2 изд., перераб. и дополненное. — Москва: ГЭОТАР-Медиа, 2016. — 477 с. — (учебник для студентов образовательных учреждений высшего профессионального образования, обучающихся по специальности 32.05.01 «Медико-профилактическое дело» по дисциплине «Гигиена труда»). — 1000 экз. — ISBN 978-5-9704-3691-2. |
| ред. Н. Ф. Измеров, А. Г. Чучалин. Профессиональные заболевания органов дыхания. — Ассоц. мед. о-в по качеству (АСМОК). — Москва: ГЭОТАР-Медиа, 2016. — 785 с. — (Национальное руководство). — 1000 экз. — ISBN 978-5-9704-3574-8. |
| Измеров Н. Ф. Труд и здоровье (90 лет служения ФГБУ «НИИ МТ» РАМН по сохранению здоровья работающих России). — Москва: Литтерра, 2014. — 414 с. — ISBN 978-5-4235-0110-5. |
| Измеров Н. Ф. Концепция осуществления государственной политики, направленной на сохранение здоровья работающего населения России на период до 2020 года и дальнейшую перспективу. — Москва: СПМ-Индустрия, 2014. — 46 с. — ISBN 978-5-906410-07-8. |
| Измеров Н. Ф. и др. Профессиональные болезни. Учебник для студентов медицинских вузов. — Москва: Академия, 2013. — 459 с. — (Высшее профессиональное образование. Медицина). — ISBN 978-5-4468-0420-7. |
| Измеров Н. Ф. Посвящение учителю. — Москва: Litterra, 2013. — 95 с. — ISBN 978-5-4235-0081-8. |
| Измеров Н. Ф. (ред.), Афанасьева Р. Ф. и др. Профессиональная патология. Национальное руководство. — Ассоц. мед. о-в по качеству. — Москва: ГЭОТАР-Медиа, 2011. — 777 с. — (Национальный проект «Здоровье»). — ISBN 978-5-9704-1947-2. |
| Измеров Н.Ф. Годы и мгновения. Непридуманное. — Фонд «Новое тысячеление». — Москва: Известия, 2010. — 736 с. — ISBN 978-5-86947-003-4. (воспоминания о жизни и работе) |
| Измеров Н. Ф. и др. Асбестообусловленная патология: диагностика, клиника, патоморфология, профилактика и реабилитация. — Министерство здравоохранения и социального развития РФ, Российская академия медицинских наук, Научный совет «Медико-экологические проблемы здоровья работающих». — Москва: ГУ НИИ медицины труда РАМН, 2008. — 68 с. — (Пособие для врачей). — ISBN 5-93025-022-7. |
| Измеров Н. Ф. и др. Руководство по гигиенической оценке факторов рабочей среды и трудового процесса: критерии и классификация условий труда: руководство Р 2.2.2006-05. — Курск: Курский центр научно-технической информации, 2007 (Дата введения: 1 ноября 2005). — 168 с. — (Гигиена труда). Архивировано 14 декабря 2016 года. |
| Измеров Н. Ф., Суворов Г. А. Физические факторы производственной и природной среды. Гигиеническая оценка и контроль. Учебное пособие для слушателей системы последипломного. профессионального образования врачей. — Москва: Медицина, 2003. — 555 с. — (Учебная литература для слушателей системы последипломного образования). — ISBN 5-225-04773-4. |
| Измеров Н. Ф., Каспаров А. А. Медицина труда: Введение в специальность. Учебное пособие для слушателей системы последипломного. профессионального образования врачей. — Москва: Медицина, 2002. — 390 с. — (Учебная литература для слушателей системы последипломного образования). — ISBN 5-225-04760-2. |
| Измеров Н. Ф., Суворов Г. А., Прокопенко Л. В. Человек и шум. — Москва: ГЭОТАР-МЕД, 2001. — 379 с. — ISBN 5-9231-0057-6. |
| Измеров Н. Ф., Денисов Э. И. Профессиональный риск. Справочник. — Москва: Социздат, 2001. — 267 с. — (Библиотека журнала «Социальная защита», Выпуск 8). — ISBN 5-8184-0113-8. |
| ред. Измеров Н. Ф. Профессиональные заболевания (в 2 томах). — 2 изд. — Москва: Медицина, 1996. — (Руководство для врачей). — ISBN 5-225-02661-3. |
| Измеров Н. Ф., Лебедева Н. В. Профессиональная заболеваемость). — Москва: Медицина, 1993. — 222 с. — (Руководство для врачей). — ISBN 5-225-02636-2. |
| Алимова, С. Т., Измеров Н. Ф., Beck Bernd и др. Arbeitshygiene der berufstätigen Frau (auf der Grundlage gemeinsamer Forschungsarbeiten zwischen dem Zentralinst. für Arbeitsmedizin der DDR, Berlin u. dem Wiss.Forschungsinst. für Arbeitshygiene u. Berufskrankheiten der Akad. der Med. Wiss. der UdSSR, Moskau). — Berlin: Volk u. Gesundheit, 1986. — P. 297. — ISBN 3333000288. ред. Н. Ф. Измеров, Х.-Г. Хойблайн. Гигиена труда женщин. — Москва, Берлин: Медицина, Народ и здоровье, 1985. — 237 с. |
| ред. Н. Ф. Измеров, А. А. Каспаров. Гигиеническое нормирование факторов производственной среды и трудового процесса. — АМН СССР. — Москва: Медицина, 1986. — 239 с. |
| N. F. Izmerov. Control of air pollution in the USSR. — Geneva: World Health Organization, 1973. — 157 с. — (Public health papers no. 54). |

| Цитаты |
| --- |
| В 1936 г. 16-я партийная конференция ВКП(б), принявшая программу развития СССР на многие годы, в части совершенствования системы оказания медицинской помощи населению страны в первом пункте постановления, посвящённого этой теме, прописала необходимость решения задачи ликвидации профессиональных заболеваний, а во втором — резкого снижения производственного травматизма. И началась «борьба». Производственный травматизм в 1937 г. по отношению к 1936 г. на большинстве предприятий снизился на 43-55 %. Данные о первично поставленных диагнозах «профессиональное заболевание» и «производственный травматизм» стали секретными. Из пятилетки в пятилетку общая численность первично поставленных диагнозов «профессиональное заболевание» сокращалась на 23-25 %. … Впервые за многие годы в 1987 г. в нашей стране были опубликованы данные о первично поставленных диагнозах «профессиональная болезнь» за 1985 г. Они оказались достаточно впечатляющими — 12700 случаев. В этом же году диагноз по профзаболеваниям в США был поставлен более чем в 137 000 случаях. При этом отдельные фирмы (например, Форд, Крайслер и др.) были оштрафованы на многие миллионы долларов за сокрытие отдельных случаев профессиональных поражений. В настоящее время число первично поставленных диагнозов в РФ находится в пределах 8000. Таким образом, поставленная ВКП(б) задача о «борьбе» с профессиональными болезнями была, по существу, решена. |
| С 90-х годов прошлого столетия в России … произошло резкое ухудшение состояния здоровья у трудоспособного населения, что отражают чрезвычайно высокий, не имеющий аналогов в современном цивилизованном мире уровни смертности и инвалидности мужчин и женщин трудоспособного возраста. На этом фоне прослеживается снижение регистрируемых уровней заболеваемости работающего населения как по показателям временной нетрудоспособности, так и по данным профессиональной заболеваемости. Такое падение заболеваемости на фоне роста смертности и инвалидности свидетельствует о том, что заболевания не выявляются и не лечатся. |
| Анализ настоящего здоровья работников в России вызывает тревогу. Уровень смертности населения трудоспособного возраста превышает в 4.5 раза аналогичные показатели по Евросоюзу, в 2.5 раз — в развитых странах и в 1.5 раз — в развивающихся. |
| Ранее существовавший стимул деятельности предприятий – «план любой ценой», - заменил другой, более жёсткий стимул – «прибыль любой ценой». При этом – «прибыль сегодня». |